# Eucharistie
De eucharistie of misoffer is een onderdeel van de Heilige Mis en het belangrijkste sacrament van de Rooms-Katholieke Kerk en de Byzantijns-Orthodoxe Kerk.

## Geschiedenis

### Etymologie
Het woord eucharistie is afgeleid van het Griekse εὐχαριστέω; eucharisteo, dat dankzeggen betekent. In het Nieuwgrieks betekent eucharisto nog altijd bedankt of dankjewel, alleen wordt het uitgesproken als evcharistó.

### Herkomst
Een zeer vroeg ritueel in het vroege christendom was de gemeenschappelijke maaltijd, ook wel "het brood breken" (Handelingen 2:42) of "de maaltijd van de Heer" genoemd (1 Korintiërs 11:20). Deze maaltijden zouden teruggaan op Jezus zelf:
Want wat ik heb ontvangen en aan u heb doorgegeven, gaat terug op de Heer zelf. In de nacht waarin de Heer Jezus werd uitgeleverd, nam hij een brood, sprak hij een dankgebed uit [εὐχαριστήσας, eucharistèsas], brak het brood en zei: 'Dit is mijn lichaam voor jullie. Doe dit, telkens opnieuw om mij te gedenken.'— 1 Korintiërs 11:23-24
Deze gemeenschappelijke maaltijden kregen na enige tijd de naam "liefdemaaltijden" (Judas 1:12). De viering van de eucharistie ontwikkelde zich hieruit.
Vanaf de 2e eeuw is bij de vroegste kerkvaders zoals Justinus de Martelaar en Cyprianus van Carthago duidelijk dat de liefdemaaltijden verdwenen waren, mogelijk vanwege reeds door de apostel Paulus bekritiseerde excessen (1 Korintiërs 11:17-22).
De viering van de eucharistie had plaats in privéwoningen of op de graven van de martelaren, meestal in het vroegst van de zondagochtend. Na het edict van Constantijn de Grote in 321 n.Chr. dat de zondag voor grote delen van de bevolking van het Romeinse Rijk de officiële wekelijkse rustdag maakte, vonden deze vieringen later in de voormiddag plaats en verplaatste de viering zich naar de basilicae.
In de vroege kerk ontvingen zowel geestelijken als leken de gewijde wijn bij het drinken uit de miskelk, na het ontvangen van een deel van het gewijde brood. Als gevolg van vele factoren, waaronder het probleem om in de Noord-Europese landen aan wijn te komen - het klimaat is daar voor wijnbouw niet geschikt - werd het drinken uit de kelk grotendeels beperkt tot het vieren door de priester, terwijl de leken de communie alleen in de vorm van brood ontvingen. Dit verminderde ook het belang van het kiezen van rode wijn, die symbool staat voor het bloed van Christus (Matteüs 26:27-29, Marcus 14:23-24, Lucas 22:20, 1 Korintiërs 11:25).

### Betekenis
In schriftelijke vorm wordt al bij de apostolische vader Ignatius van Antiochië (35 - 107 n. Chr.) de eucharistie gedefinieerd als de gave waarin Christus werkelijk lichamelijk aanwezig is. Uit circa 150 dateert de beschrijving van de eucharistische liturgie door Justinus de Martelaar, waarin Ignatius' weergave wordt bevestigd en waaruit blijkt dat de viering op zondagochtend plaats had.

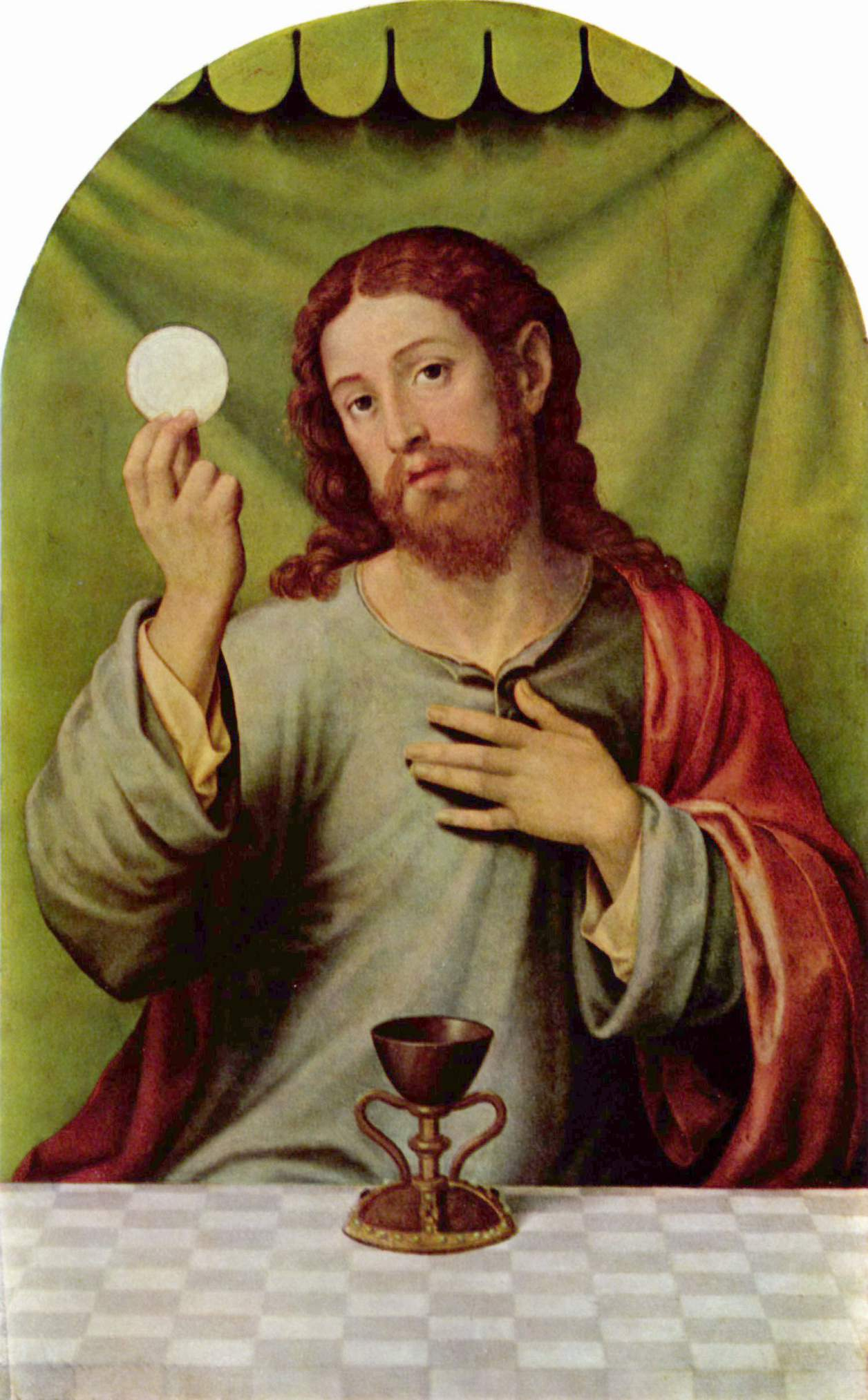
Christus in eucharistie, door Joan de Joanes, 16e eeuw

Met de eucharistie worden Christus' lijden en verrijzenis gevierd. Het is het teken van het nieuwe verbond, van eenheid in Christus en binnen de Katholieke Kerk van eenheid met de hiërarchie: paus, bisschoppen, priesters en diakens.
Dat de tekenen van brood en wijn lichaam en bloed van Christus worden is niet alleen belangrijk: ook de deelnemers worden veranderd. Door de eucharistie worden de deelnemende gelovigen verenigd met de Heer en worden zo tot volk van God. Het gaat dus om vereniging met de Heer, om later, in het gewone leven, de Heer uit te dragen. Men ontvangt dus het Lichaam van Christus, de hostie, om zijn lichaam, de kerk, te worden.

## Huidige praktijk
Het Griekse eucharistein betekent danken, eu betekent goed en charis betekent geschenk. De eucharistie is dankzegging voor een grote gave, namelijk de gave van het lichaam van Christus. In de viering van de eucharistie neemt de christen volledig deel aan de kerk als gemeenschap van Christus. Juist door de eucharistie wordt de verbondenheid van christenen met elkaar en met God duidelijk. Zoals Jezus vroeger zijn vriendschap deelde met zijn vrienden en leerlingen, zo delen de christenen nu de vriendschap met elkaar en met God. Jezus Christus is gestorven en begraven, daarna verrezen en bij God opgenomen. Door de eucharistie danken christenen God voor de belofte dat mensen niet door de dood verloren zullen gaan, maar dat God alle mensen een naam geeft en hen niet vergeet. Christenen geloven dat ze in handen van God leven en dat hij hen beschermt waar nodig. Christenen geloven dat zij na de dood door God zullen worden opgenomen, zoals ook Jezus is opgenomen in de hemel. Dit is het nieuwe verbond, dat christenen vieren en beleven.

### Praktijk in de Katholieke Kerk
In de katholieke kerk kan het sacrament van de eucharistie dagelijks en in het bijzonder op zondag in de mis gevierd worden. De opbouw van de Heilige Mis of eucharistieviering, Ordo Missae, verloopt altijd volgens een vast patroon. Doorgaans is het de gewone mis.

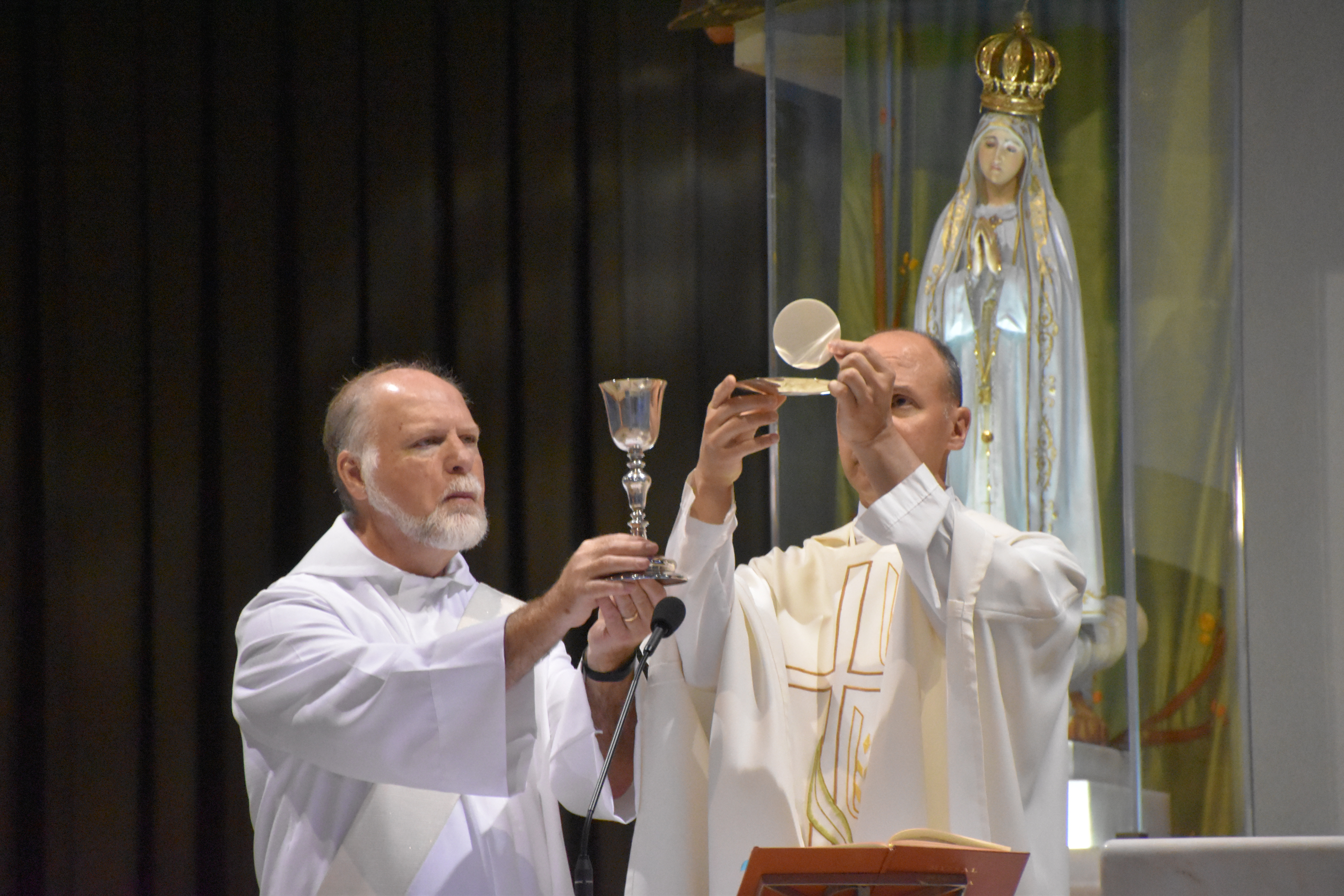
Sacrament van de eucharistie
Onze-Lieve-Vrouw van Fátima, Portugal

In de katholieke kerk wordt tijdens de viering een bijzondere vorm van ongedesemd brood gebruikt, de hostie. Hosties dienen uitsluitend te zijn gemaakt van tarwemeel. Glutenvrij brood is bij het Avondmaal in de katholieke kerk niet toegestaan. Hosties die geen gluten bevatten zijn voor de kerk 'ongeldige materie'. Voor mensen met coeliakie, een stofwisselingsziekte die wordt veroorzaakt door een glutenintolerantie, mag een uitzondering gemaakt worden. Ook de gebruikte wijn, de miswijn, moet voldoen aan een aantal voorwaarden. De voornaamste is dat ze uitsluitend van druiven is gemaakt. Het mee laten consacreren van brood en wijn door anderen dan de gewijde bedienaar, dus door een priester, geldt volgens het kerkelijk wetboek als een zwaar misdrijf. Dit staat benoemd in de Codex Iuris Canonici (Boek IV, Heiligingstaak, canones 834-1253, Deel I, Titel III, Allerheiligste Eucharistie, pagina's 897-958).
Zowel paus Paulus VI als paus Johannes Paulus II hebben een encycliek gewijd aan dit sacrament, respectievelijk Mysterium Fidei, 1965, en Ecclesia de Eucharistia, 2003.

### Praktijk in de orthodoxe kerk
De uitdrukking van de eenheid met God is voor de orthodoxe gelovige de eucharistische communio, waar hij of zij onder beide gedaanten van liturgisch brood en wijn het kostbaar en werkelijk Lichaam van de verrezen Christus ontvangt.
De anticipatie van de wereld wordt ervaren in de Heilige Communie. De mystieke eenheid met Christus wordt deïficatie, ook wel theosis, genoemd, omdat in Christus' verrezen lichaam en bloed 'de volheid van goddelijkheid verblijft'. Het koninklijk priesterschap van alle gelovigen, hun wezenlijke gelijkheid in Christus, ontvangen door het doopsel, is bezegeld door deze manier van communicerende priesters en leken onder de beide gedaanten van Christus' lichaam.

### Vergelijking met Heilig Avondmaal
In vergelijking met de eucharistie wordt het Heilig Avondmaal in de meeste protestantse kerken minder frequent gevierd: van een keer per week tot maar enkele keren per jaar. Ook is het in protestantse kerken van belang dat het Heilig Avondmaal wordt gevierd in een kerkelijke gemeente. Het is in de meeste protestantse kerkgenootschappen niet gebruikelijk om het Avondmaal ergens anders te vieren dan in de eigen gemeente, iets wat in Rooms-Katholieke kring wel gebeurt, bijvoorbeeld tijdens katholieke toogdagen, waarmee regionale, landelijke en internationale samenkomsten bedoeld kunnen zijn.
Een belangrijk verschil tussen de Rooms Katholieke Kerk en de Byzantijns-Orthodoxe Kerk enerzijds en de meeste protestantse kerkgenootschappen anderzijds ligt in de interpretatie van wat er gebeurt met het brood en de wijn. Volgens de katholieke en orthodoxe leer worden het brood en de wijn, die in de kerk tijdens de eucharistieviering worden geconsacreerd, daadwerkelijk lichaam en bloed van Christus. Dat wordt de Werkelijke Tegenwoordigheid genoemd. Katholieken en orthodoxen geloven dat in de Heilige Mis, dan wel in de Byzantijnse liturgie, de hogepriester Jezus Christus, die zichzelf aan het kruis offerde tot vergeving van de zonden van de mensheid, met zijn lichaam, bloed, ziel en godheid onder de schijnbare gedaanten van brood en wijn aanwezig is. De mis heeft dus, onder andere, een offerkarakter, is de tegenwoordigstelling van het kruisoffer, en een en hetzelfde offer als dat van Calvarië.
Binnen de lutherse gemeenschap gaat men uit van de leer der consubstantiatie. Volgens andere protestantse kerkgenootschappen zijn het brood en de wijn echter louter symbolen. Het was vooral Zwingli die in de tijd van de reformatie dit symboolkarakter benadrukte, meer dan Calvijn, die wel uitging van de werkelijke aanwezigheid van Christus tijdens de viering onder de tekenen van brood en wijn, die niet veranderd worden, en in de gelovigen zelf.
Doopsel · Vormsel · Heilige Eucharistie · Biecht · Heilig Oliesel · Priesterwijding · Huwelijk